# Магулена Бочанова
Магулена Бочанова (чеськ. Mahulena Bočanová; нар. 18 березня 1967) — чеська акторка та модель.

## Біографія
Народилася 1967 року в Празі, батько — архітектор Ян Бочан.
З 5 років любить фільми, у вісім — почала займатися балетом (з 12 років у Національному театрі), в 15 років вступила до Празької консерваторії на музично-театральну спеціальність. Стала учасницею вистав Vassa Železnovová і Rozbitý Džbán в Національному театрі. Через два роки стала учасницею вистав Ivanov, Obsluhoval jsem anglického krále, Žebrácká opera, Pitvora, Dům, Sex noci svatojánské, Lesoduch a Dámský krejčí в театрі «Činoherní klub»(англ., чеш.).
Після оксамитової революції працювала на Кіпрі барменкою та моделлю, в 1992 році стала Miss Tourist Cyprus, вивчила англійську та грецьку мови.
Вплинула на її подальше життя зустріч з фотографом Тоні Станем, після чого Магула стала зніматися в рекламі. Продовжувала також зніматись у фільмах.
Є членом театрального колективу театру «Činoherní klub», також регулярно виступає з колективом Háta [Архівовано 10 серпня 2020 у Wayback Machine.]. Запам'яталася глядачам завдяки участі в програмі Чеського телебачення «Танці з зірками» (учасниця 2006, член журі 2007).
З січня 2008 року — радіоведуча на Český rozhlas 1 Radiožurnál.

## Фільмографія
- 1975: Chalupáři als Miluska Mrázková
- 1976: Літо з ковбоєм / Léto s kovbojem
- 1977: Пан Тау / Pan Tau
- 1980: Lucie, postrach ulice — Lída
- 1982: Unterwegs nach Atlantis
- 1984: Гості з майбутнього, або Експедиція Адам 84 / Návštěvníci
- 1984: Výbuch bude v pět
- 1984: …a zase ta Lucie! — Lída
- 1987: Prízrak als Vera
- 1989: Поїзд дитинства і надії / Vlak dětství a naděje — Marketka
- 1991: Žebrácká opera — Vicky
- 1991: Принцеса за дукат / Princezna za dukát
- 1991: Ahmed a Hazar
- 1995: Golet v údolí — Brana
- 1996: Волшебный кошелек / Kouzelný měšec
- 1997: Tábor padlychzien — Ria Amala
- 2000: Pták ohnivák
- 2004: Post Coitum — Messalina
- 2009—2013: Vyprávěj — Milada Dvoráková
- 2014: Mazalové — Ruzena Mazalová